# 파리 플라주

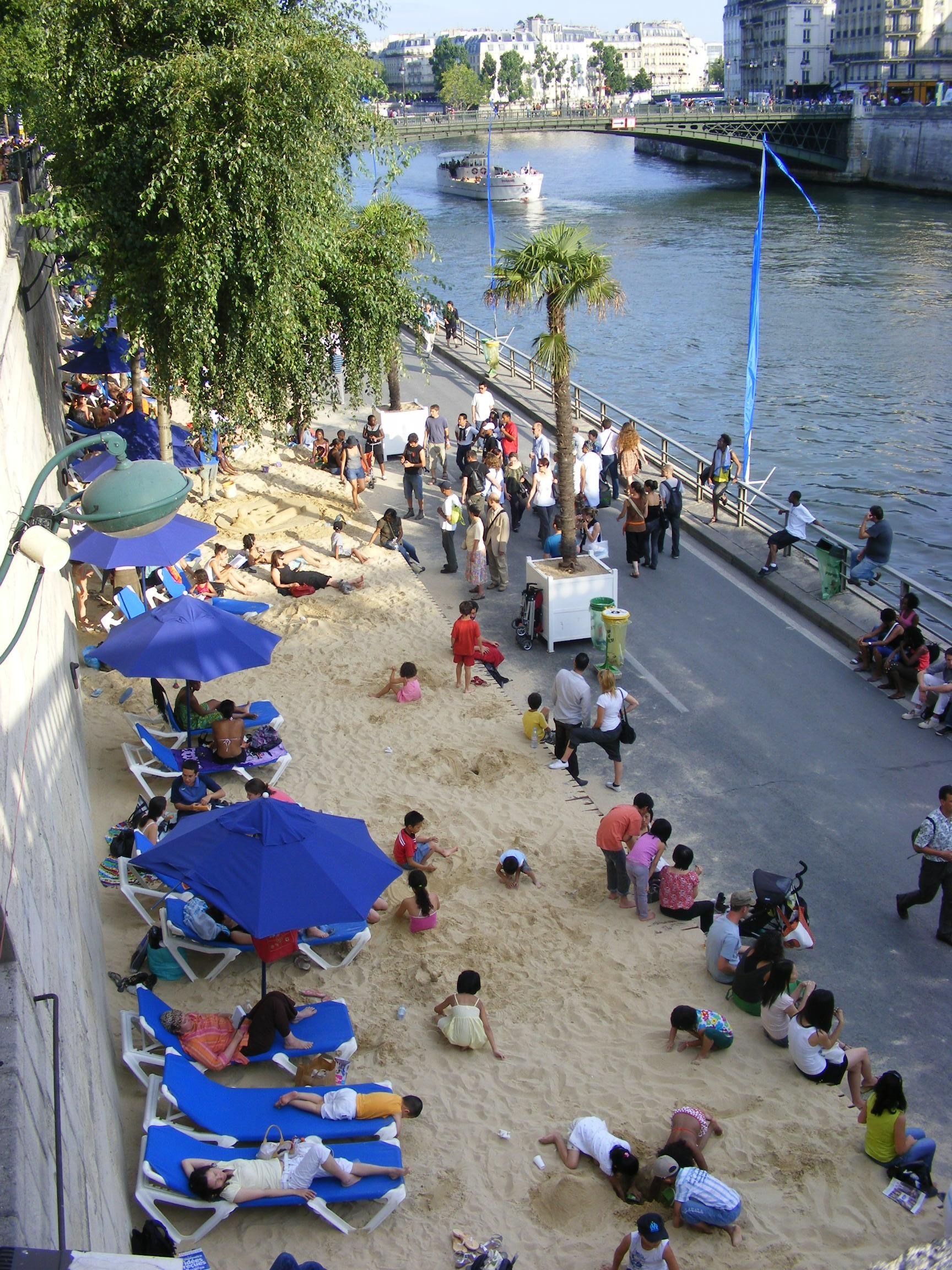
파리 플라주, 2009년

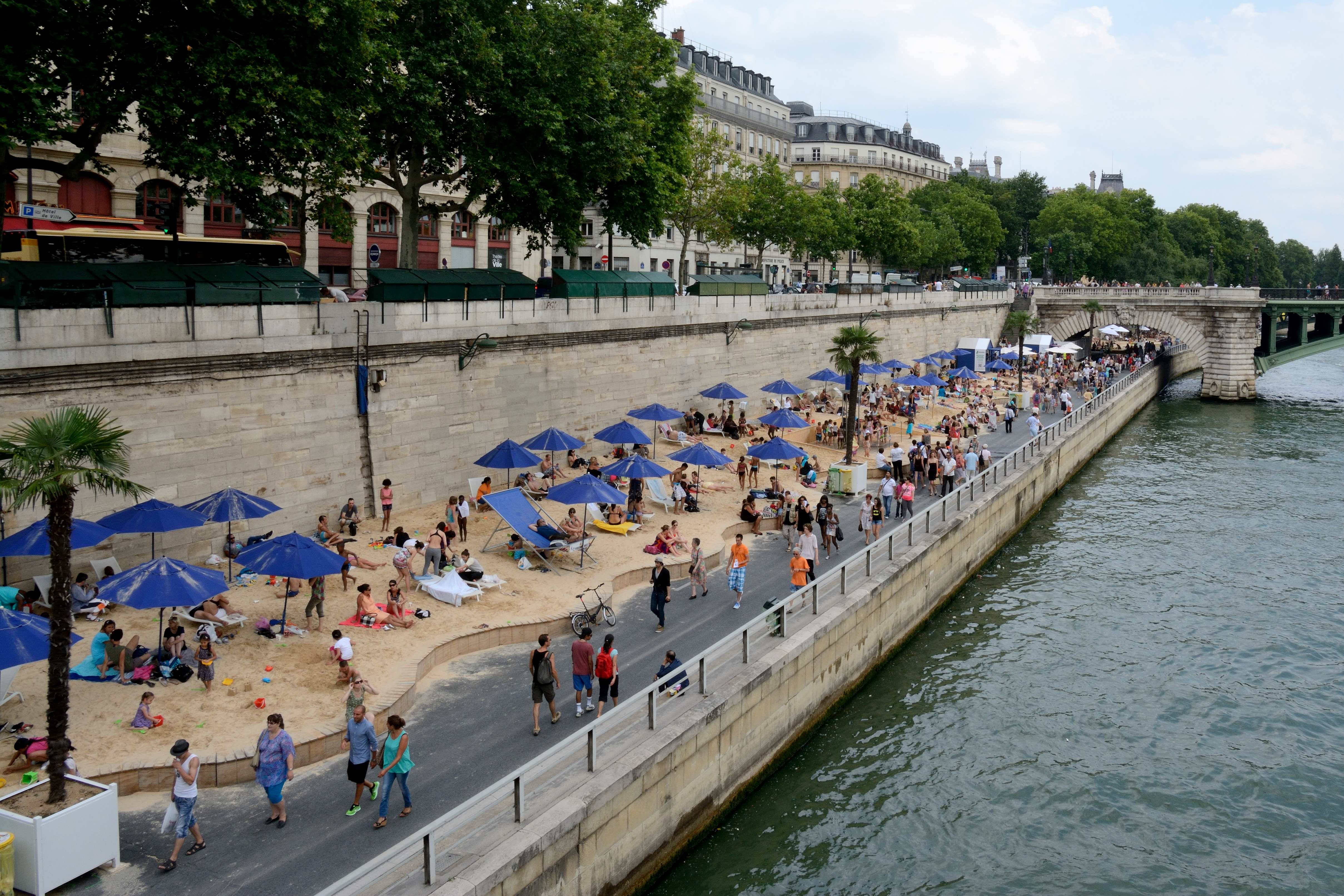
파리 플라주, 2013년

파리 플라주(프랑스어: Paris-Plages, 2006년까지 단수형 Paris-Plage로 쓰임)는 불어로 '파리 해변'을 의미하며 2002년부터 파리 시장실에서 매년 여름에 개최하는 행사 또는 프로젝트이다. 매년 7월과 8월 말 또는 9월 초에 파리 중심부의 센강을 따라 임시 인공 해변을 조성하고, 2007년부터는 파리 북동쪽의 라 빌레트 호수를 따라 해변을 조성하고 있다. 축제 기간에는 센 강변의 도로가 폐쇄되어 5,000톤 이상의 모래가 깔리고 야자수가 심어지는 등 다양한 활동이 진행되며 입장은 무료이다.

## 역사
프랑스에서 많은 도시인들은 전통적으로 여름철, 특히 8월에 해변이나 시골로 휴양을 떠난다. 날씨가 불쾌할 정도로 덥고 습하며 중심부에 관광객이 많은 파리는 대부분 피하려고 한다. 그럼에도 불구하고 매년 여름, 파리를 떠나지 못하는 사람들도 있기 마련인데, 이를 위해 2002년에 새로 선출된 사회당 시장인 베르트랑 들라노에 시장은 무더운 도시에 갇혀 있는 사람들의 고통을 덜어주기 위해 도심 속 피서 프로젝트인 파리 플라주를 계획했다.
원래 파리 우안에는 해변이 하나 뿐이었다. 2006년에 파리 좌안에 두 번째 해변이 추가되었고 명칭도 단수형에서 복수형으로 변경되었다. 프랑스의 다른 해변과 달리 이곳에서는 상체를 드러내고 일광욕을 하는 것이 허용되지 않으며 안전상의 이유로 센강에서의 수영도 금지된다.
이 도심 속 여름 축제는 큰 성공을 거두었다. 방문객 수는 매년 늘어나 2007년에는 400만 명을 돌파했다. 매 시즌마다 새로운 행사가 추가된다. 여기에는 두 강둑을 연결하는 셔틀 페리, 수상 수영장, 파리 북동쪽 파리 19구 쪽에 있는 라빌레트에 있는 또 다른 해변 지역이 포함된다.
이 인공 해변은 스위스의 건축 자재 기업인 홀심이 2002년부터 2017년까지 무료로 건설했는데, 당시 파리시는 미국 대통령 도널드 트럼프의 '행정명령 13767'로 멕시코-미국 국경에 일명 트럼프 벽을 짓는데 홀심이 가세하자 계약을 중단했다.
2024년엔 파리 올림픽으로 인해 개최되지 않았다.

## 명칭 분쟁
"파리 플라주"라는 명칭은 2002년에 상표로 등록되었다. 2006년 8월, 파리 시장실은 르투케파리플라주 자치단체가 관광 마케팅에 '파리-플라주'라는 문구를 사용하여 상표권을 침해했다는 이유로 소송을 제기했다. 그러나 '르투케파리플라주'라는 코뮌의 명칭은 1912년에 대중적으로 사용되던 이름을 따서 지어졌기 때문에 회의적인 반응을 얻었으며 결국 2008년에 소송이 기각되었다.